# Мейсон, Чарли (футболист)
Чарльз Ме́йсон (англ. Charles Mason), более известный как Ча́рли Ме́йсон (англ. Charlie Mason; 13 апреля 1863 — 3 февраля 1941) — английский футболист, защитник. Выступал за футбольный клуб «Вулверхэмптон Уондерерс» и за национальную сборную Англии.

## Футбольная карьера
Родился в Вулвергемптоне (район Блэкенхолл), окончил там школу святого Луки (Сент-Люкс), выступал за школьную футбольную команду на позиции защитника. В 1877 году члены школьной футбольной команды образовали клуб «Сент-Люкс», который спустя два года был переименован в «Вулверхэмптон Уондерерс». До основания Футбольной лиги «волки» играли в кубковых и товарищеских матчах. 8 сентября 1888 года Мейсон дебютировал за «Уондерерс» в матче первого сезона Футбольной лиги против клуба «Астон Вилла». Всего в том сезоне он провёл за команду 20 матчей в лиге, а также 6 матчей в Кубке Англии, в котором «волки» дошли до финала, проиграв в нём клубу «Престон Норт Энд». В 1891 году Мейсон стал капитаном «Вулверхэмптон Уондерерс». Он выступал за клуб на протяжении 15 лет, сыграв около 300 матчей, в том числе 75 матчей в Футбольной лиге.
5 февраля 1887 года Мейсон дебютировал за сборную Англии, сыграв на позиции левого защитника в матче Домашнего чемпионата против сборной Ирландии на стадионе «Брэмолл Лейн» в Шеффилде, который завершился разгромной победой англичан со счётом 7:0. Он стал первым игроком «Вулверхэмптон Уондерерс», сыгравшим за сборную Англии. 4 февраля 1888 года провёл свою вторую игру за сборную Англии: это был матч против сборной Уэльса на «Нантуич Роуд» в Кру, который завершился победой англичан со счётом 5:1. 15 марта 1890 года провёл свой третий и последний матч за английскую сборную, выйдя на поле стадиона «Баллинафей Парк» в Белфасте, где помог Англии разгромить Ирландию со счётом 9:1.

## Достижения
«Вулверхэмптон Уондерерс»
- Финалист Кубка Англии: 1888/89

Сборная Англии
- Победитель Домашнего чемпионата Великобритании: 1888

## Вне футбола
После завершения футбольной карьеры работал жестянщиком. На протяжении двадцати лет был членом крикетного клуба Блэкенхолла (англ. Blakenhall Cricket Club).
Умер в феврале 1941 года в Вулвергемптоне.